# Gnathostrangalia longiceps
Gnathostrangalia longiceps är en skalbaggsart som först beskrevs av Aurivillius 1923.  Gnathostrangalia longiceps ingår i släktet Gnathostrangalia och familjen långhorningar. Inga underarter finns listade i Catalogue of Life.